# 서남이란어군
서남이란어군은 이란어군의 한 어군이다.